# Cucullaea petita
Cucullaea petita is een tweekleppigensoort uit de familie van de Cucullaeidae. De wetenschappelijke naam van de soort is voor het eerst geldig gepubliceerd in 1939 door Tom Iredale.